# Central Equatoria
Central Equatoria (arabisk: الاستوائية الوسطى al-Istiwāʾiyya al-Wusṭā) er en delstat i Sydsudan. Der findes ti delstater i Sydsudan. Den er den mindste af de 10 sydsudanesiske delstater med et areal på 22.956 km² og en befolkning på omkring 1,1 millioner mennesker (2008). 
Sydsudans hovedstad Juba ligger i delstaten, som den Hvide Nil løber igennem.

## Eksterne kilder og henvisninger
1. ↑  Sudan: Verwaltungsgliederung (Bevölkerung und Fläche). World Gazetteer
2. ↑  Central Bureau of Statistics/Southern Sudan Centre for Census Statistics and Evaluation: 5th Sudan Population and Housing Census – 2008 Arkiveret 20. maj 2013 hos  Wayback Machine (PDF), Table: T02